# Grand Prix Jef Scherens 1983
La 19e édition du Grand Prix Jef Scherens a eu lieu le 18 septembre 1983. Elle a été remportée par le Néerlandais Adrie van der Poel.

## Classement final
Adrie van der Poel remporte la course en parcourant les 232 km en 6 h 11 min 0 s à la vitesse moyenne de 37,520 km/h.
| Classement final | Classement final   | Classement final | Classement final                 | Classement final  |
|                  | Coureur            | Pays             | Équipe                           | Temps             |
| ---------------- | ------------------ | ---------------- | -------------------------------- | ----------------- |
| 1er              | Adrie van der Poel | Pays-Bas         | Jacky Aernoudt-Rossin-Campagnolo | en 6 h 11 min 0 s |
| 2e               | Ronny Van Holen    | Belgique         | Safir-Van de Ven-Moser           |                   |
| 3e               | Jan Bogaert        | Belgique         | Europdecor-Dries-Eddy Merckx     |                   |
| 4e               | Dirk Demol         | Belgique         | Jacky Aernoudt-Rossin-Campagnolo |                   |
| 5e               | Jan Wijnants       | Belgique         | Boule d'Or-Colnago               |                   |
| 6e               | Patrick Onnockx    | Belgique         | Beckers Snacks-Gazelle-Santini   |                   |
| 7e               | Luc De Decker      | Belgique         | Safir-Van de Ven-Moser           |                   |
| 8e               | Rudy Rogiers       | Belgique         | Jacky Aernoudt-Rossin-Campagnolo |                   |
| 9e               | Werner Devos       | Belgique         | Boule d'Or-Colnago               |                   |
| 10e              | Herman Frison      | Belgique         | Safir-Van de Ven-Moser           |                   |
| modifier         |                    |                  |                                  |                   |